# Вербове (Павлоградський район)
Вербо́ве — село в Україні, у Павлоградському районі Дніпропетровської області. Входить до складу Троїцької сільської громади. Населення за переписом 2001 року становить 270 осіб.

## Географія
Село Вербове розташоване на лівому березі річки Мала Терса, вище за течією на відстані 1 км розташоване село Пристень (Синельниківський район), нижче за течією на відстані 5,5 км розташоване село Троїцьке.